# Rolando Zapata Bello
Rolando Rodrigo Zapata Bello (Mérida, Yucatán; 11 de agosto de 1968) es un abogado y político mexicano, nacido en Mérida, Yucatán. Ha sido diputado federal por el estado de Yucatán, diputado local en dos ocasiones y secretario general de gobierno de Yucatán. Ejerció el cargo de Gobernador de Yucatán entre los años 2012 a 2018, desde el 1 de septiembre del 2024 se desempeña como Senador de la república por el principio de primera minoría por Yucatán para ejercer en las LXVI y LXVII Legislaturas del Congreso de la Unión de México..

## Datos biográficos
Abogado por la Universidad Autónoma de Yucatán, obtuvo una maestría en derecho procesal constitucional en 2005. También obtuvo un diplomado en comercio exterior el año de 1993.

### Trayectoria política
Ha sido presidente del Comité Directivo Estatal del PRI en el Estado de Yucatán. 
Fue diputado local en las LV  y LVII Legislaturas del Congreso de Yucatán, habiéndose desempeñado como presidente de la Comisión de Hacienda y secretario de la Gran Comisión del Congreso.
Se desempeñó en la administración pública federal de México como analista de orientación social en el Instituto del Fondo Nacional de Vivienda para los Trabajadores. Fue también subdelegado de servicios sociales en el Instituto de Seguridad y Servicios Sociales de los Trabajadores al Servicio del Estado de Yucatán (ISSTEY).
En la administración pública de Yucatán ha sido funcionario en la Secretaría de Desarrollo Social del gobierno de	1991 a 1994. Fue director jurídico del gobierno del estado en la administración de Víctor Cervera Pacheco. Más tarde,  fue Oficial Mayor durante la misma gestión del gobernador Cervera Pacheco.
Se desempeñó como secretario general de gobierno de 2007 a 2009, bajo la administración de la gobernadora Ivonne Ortega Pacheco.
En julio de 2012, resultó elegido para gobernador de Yucatán, tras vencer a su contrincante del Partido Acción Nacional, Joaquín Díaz Mena para el sexenio 2012-2018, inició su gestión como gobernador el 1 de octubre de 2012 y finalizó la misma, el 30 de noviembre de 2018.
En 2024, fue designado candidato en primera fórmula al Senado de la república por Yucatán, junto con Kathia Bolio Pinelo, por la coalición Fuerza y Corazón por México, integrada por el Partido Acción Nacional, Partido Revolucionario Institucional y el Partido de la Revolución Democrática.
En las elecciones del 2 junio, la fórmula encabezada por Zapata Bello, obtuvo el 39.77% de la votación, doce puntos por debajo de los candidatos al senado de la coalición Sigamos Haciendo Historia que lograron el 51.70% y los dos escaños al senado por la mayoría. Accediendo a su escaño Zapata Bello por el principio de la primera minoría. 